# Adán y Eva (Lucas Cranach, el viejo)
Adán y Eva es una obra de Lucas Cranach el Viejo pintada entre 1520 y 1525, se conserva en el Museo Soumaya de la Ciudad de México.

## Contexto
Lucas Cranach, el Viejo, se especializó en las escenas religiosas y los retratos, uno de sus sellos personales fue el incluir desnudos femeninos en los temas de mitología y plasmando una forma peculiar: mujeres estilizadas, jóvenes, piernas largas, senos pequeños y ojos almendrados. 

## Descripción
La pintura está inspirada en el grabado Árbol del conocimiento del bien y del mal al centro de Alberto Durero. Se puede observar una serpiente con orejas, como en algunos bestiarios medievales, la cual mira a Eva que esconde una de las manzanas prohibidas detrás mientras ofrece otra al hombre. Adán y Eva muestran cuerpos delgados, bien formados y con mucho detalle en las texturas de la piel, del árbol y de la hierba.

## Estilo
Como la mayoría de las obras de Cranach tiene una marcada influencia en la escuela alemana.

## Estado actual de la obra
El cuadro ha pasado por colecciones privadas de Suiza y Alemania. El 3 de julio de 1996 fue adquirida por el museo Sotheyby´s en Londres.